# ريتشارد باورز (لاعب كريكت)
ريتشارد باورز (16 يونيو 1976 في المملكة المتحدة - ) (بالإنجليزية: Richard Bowers)‏ هو لاعب كريكت بريطاني. لعب مع Surrey Cricket Board ‏.